# アンドレス・グアルダード
ホセ・アンドレス・グアルダード・エルナンデス（José Andrés Guardado Hernández, 1986年9月28日 - ）は、メキシコ・グアダラハラ出身の元サッカー選手。元メキシコ代表。現役時代のポジションはMF。同国代表の最多出場者である。

## クラブ経歴

### CFアトラス
7歳の時にCFアトラスの下部組織に加わり、2005年8月のCFパチューカ戦(3-2)でプリメーラ・ディビシオンデビューした。CFアトラスでは2シーズンプレーし、2006年夏にはスペインのレアル・マドリード やイタリア・セリエAの数クラブからの関心が伝えられた。

### デポルティーボ・ラ・コルーニャ

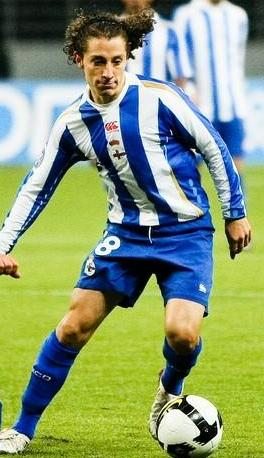
デポルティーボ・ラ・コルーニャでプレーするグアルダード (2008)

2007年7月、スペインのデポルティーボ・ラ・コルーニャが移籍金700万ユーロで保有権の75%を獲得するオファーを出し、グアルダードの移籍を素早く取りまとめた。この金額はメキシコ人選手に支払われた移籍金としては史上最高額となった。2007年7月24日、スペインのデポルティーボ・ラ・コルーニャと正式に契約して背番号18を受け取った。8月26日のUDアルメリア戦(0-3)でリーガ・エスパニョーラデビューし、2007-08シーズンは26試合に出場して5得点を挙げた。クラブは9位でシーズンを終え、UEFAインタートトカップ出場権を得た。
UEFAインタートトカップ優勝により出場した2008-09シーズンのUEFAカップでは、グループリーグのフェイエノールト戦(3-0)で得点した。ミゲル・アンヘル・ロティーナ監督はグアルダードがデポルティーボの鍵となる選手だと発言し、彼の才能と優れた人間性に敬服した。ロティーナ監督はグアルダードをレギュラーに固定し、数々のアシストやチャンスの創出で期待に応えたが、負傷でチームを離脱することも多かった。2010-11シーズンはわずか20試合の出場に終わり、クラブは20年ぶりのセグンダ・ディビシオン（2部）降格となった。
降格に伴い移籍かと思われたが残留。2011-12シーズンの昇格に貢献した。

### バレンシアCF
2011-12シーズン終了後、フリーでバレンシアCFに移籍した。契約は4年間。

### バイエル・レバークーゼン
2014年1月30日、ドイツ・ブンデスリーガのバイエル・レバークーゼンにレンタル移籍した。契約には完全移籍のオプションも付いている。

### PSVアイントホーフェン
2014年8月26日、PSVアイントホーフェンにレンタル移籍した。
2015年3月27日、PSVに完全移籍した。

### レアル・ベティス

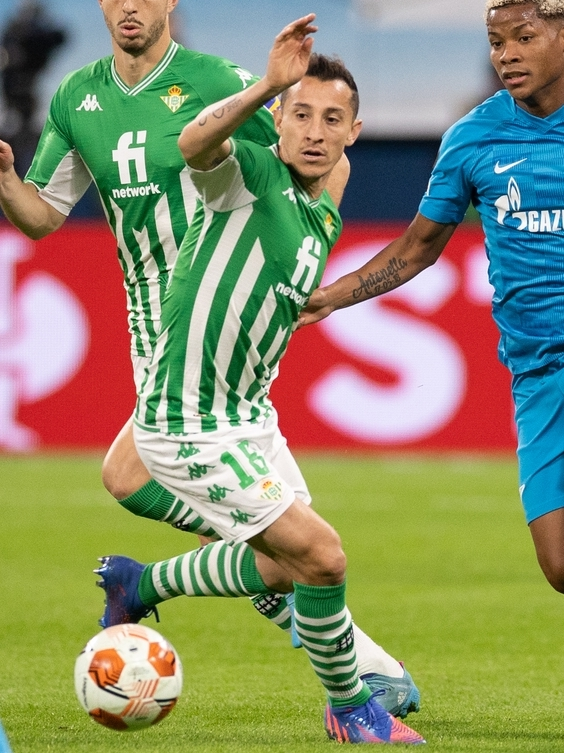
ベティスでのグアルダード（2022年）

2017年7月7日、メジャーリーグ・サッカーのアトランタ・ユナイテッドFCやロサンゼルスFCへの移籍も噂されたが、レアル・ベティスに移籍した。移籍金は230万ユーロ、契約期間は3年間。翌月、共同キャプテンに任命され、8月20日のバルセロナ戦にフル出場してデビューを果たした。11月25日、ジローナFCとの試合でベティス最初のゴールを決めた。
2019年12月、33歳のグアルダードは2022年まで契約を更新した。2020年7月4日、セルタ戦ではキャプテンとして出場し、ベティスで100回目の公式出場を果たした。これはグアルダードがメキシコ人として初めて欧州3つのクラブで100試合出場を達成した選手になったことを意味していた。しかし、その1週間後のアトレティコ・マドリード戦でハムストリングを負傷したため、残りのシーズンを欠場することになった。
ハムストリングの怪我による離脱の後、グアルダードは10月3日にバレンシア戦で復帰したことで、ヨーロッパでの14シーズン目の出場となり、ウーゴ・サンチェスが持つ13シーズンを抜いて欧州で最も長い期間プレーしたメキシコ人選手になった。
2022年1月11日、ラージョ・バジェカーノとの試合に出場したグアルダードは、ウーゴ・サンチェスを上回るヨーロッパで最も多くの試合（496試合）を記録したメキシコ人選手となった。さらに、2月13日のレバンテ戦で500試合目の出場を達成した。翌月、ベティスとの契約を1年間延長した。4月23日、バレンシアとのコパ・デル・レイ決勝では延長戦前半から出場し、チームは17年ぶり3度目の国王杯優勝を果たした。
2022-23シーズンでホアキン・サンチェスが引退すると、翌シーズンからはキャプテンに任命された。
2024年1月18日、契約を双方合意の下解消。

### クラブ・レオン
2024年1月18日、クラブ・レオンと1年半契約を結び完全移籍。
2024年11月7日、現役引退を表明した。

## 代表経歴

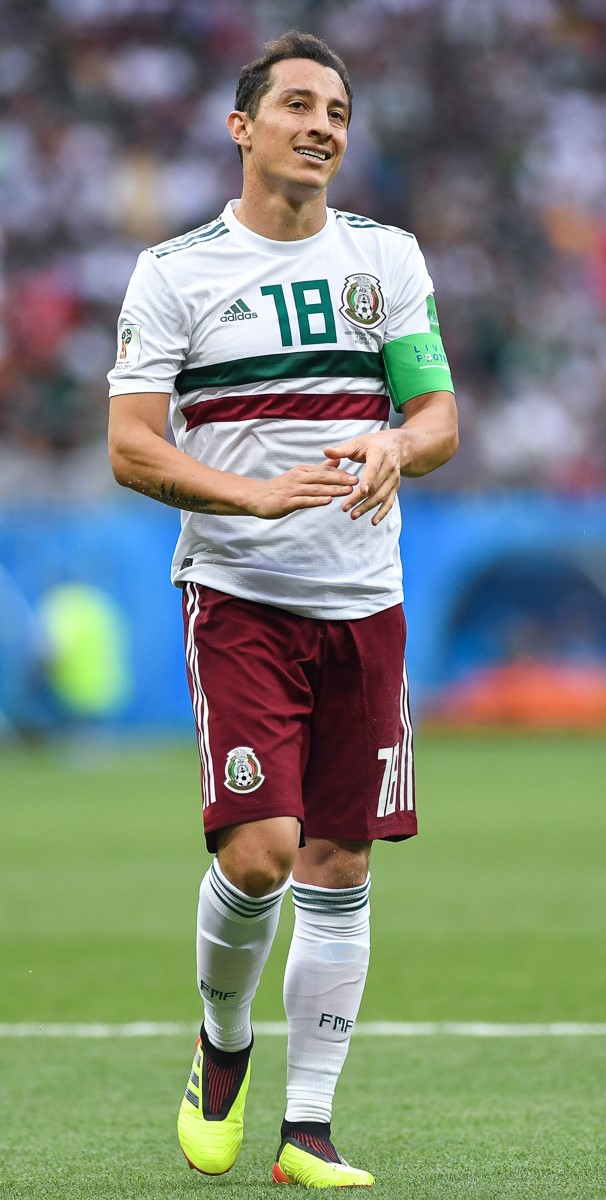
メキシコ代表でのグアルダード

2005年12月14日、ハンガリー代表との親善試合に途中出場してメキシコ代表デビューした。CFアトラスでデビューを飾ってからわずか4ヶ月後のことだった。CFアトラスでの活躍が絶頂の2006年にはドイツで開催された2006 FIFAワールドカップに出場した。グループリーグでは出場機会がなく、決勝トーナメント1回戦のアルゼンチン代表戦が初出場となったが、負傷して66分にベンチに退き、試合にも1-2で敗れた。契約が満了したリカルド・ラボルペ監督は大会終了後に退任し、ウーゴ・サンチェス監督が就任したが、サンチェス監督も続けてグアルダードを招集した。監督交代後の初出場はアメリカ戦となり、途中出場時はメキシコが優勢だったが、結局0-2で敗れた。2007年2月28日、ベネズエラ戦で代表初得点を挙げた。同年の2007 CONCACAFゴールドカップには代表の主力として臨み、メキシコの全試合に出場した。決勝のアメリカ戦(1-2)では右サイドからのグランダーのパスに反応して先制点を挙げた。この試合の後半には空中のボールを競り合ったジョナサン・スペクターと正面から激突して頭部を負傷した。試合の残り時間もプレーしたが、大陸王者を争うライバルに1-2で再び敗れた。
CONCACAFゴールドカップ終了直後には南米王者を決めるコパ・アメリカ2007に参加（メキシコは招待国として出場）し、アメリカ戦での負傷の影響でグループリーグ2試合を欠場したが、第3戦のチリ戦で先発復帰して決勝トーナメント進出に貢献。準々決勝のパラグアイ戦でもドリブル突破でチャンスメイクし、6-0という大勝につなげて準決勝進出を果たした。しかし準決勝のアルゼンチン戦ではドリブル突破がフアン・セバスティアン・ベロンなどに阻まれ、自身の持ち味を出せずに0-3で完敗した。3位決定戦のウルグアイ戦では、途中出場ながらチームの3点目となる豪快なミドルシュートを決め、3位に貢献した。
2010 FIFAワールドカップ・北中米カリブ海予選では、2008年6月21日に行われた2次予選のベリーズ戦セカンドレグ(7-0)、同年9月6日に行われた3次予選のジャマイカ戦(3-0)、2009年9月5日に行われた最終予選のコスタリカ戦(3-0)で得点している。2010年に南アフリカで開催された2010 FIFAワールドカップ本大会にも出場し、グループリーグ初戦の南アフリカ戦(1-1)では途中出場してラファエル・マルケスの同点ゴールをアシストした。2戦目のフランス戦には出場せず、3戦目のウルグアイ戦では3センターハーフの一角として先発出場したもののハーフタイムにベンチに退いた。決勝トーナメント1回戦のアルゼンチン戦では左サイドハーフとして先発出場したが、ミドルシュートや直接フリーキックはいずれも枠外に飛び、チームは1-3で敗れてベスト16に終わった。2011年6月12日、2011 CONCACAFゴールドカップのコスタリカ戦で2得点した。決勝のアメリカ戦(4-2)でも得点し、北中米カリブ海王者の称号獲得に貢献した。
2015 CONCACAFゴールドカップでは準々決勝のコスタリカ戦での延長後半アディショナルタイムの決勝ゴール、準決勝パナマ戦の後半アディショナルタイムの同点ゴール、決勝点やジャマイカとの決勝での先制点など6得点を挙げてメキシコの2大会ぶりの優勝に貢献し、自身も大会MVPに選出された。
2022年11月、2022 FIFAワールドカップに向けた代表チームの1人に選出された。大会前に行われたスウェーデンとの親善試合で途中出場したグアルダードは、クラウディオ・スアレスが持っていたメキシコ代表最多出場記録を更新した。
2023年5月16日、グアルダードは代表から引退することを正式に発表した。

## 個人成績

### クラブでの成績
2024年1月21日現在
| クラブ                | シーズン       | リーグ戦               | リーグ戦 | リーグ戦 | 国内カップ戦 | 国内カップ戦 | 国際大会 | 国際大会 | その他 | その他 | 通算 | 通算 |
| クラブ                | シーズン       | ディビジョン           | 出場     | 得点     | 出場         | 得点         | 出場     | 得点     | 出場   | 得点   | 出場 | 得点 |
| --------------------- | -------------- | ---------------------- | -------- | -------- | ------------ | ------------ | -------- | -------- | ------ | ------ | ---- | ---- |
| アトラス              | 2005-06        | メキシカン・プリメーラ | 26       | 1        | —            | —            | —        | —        | —      | —      | 26   | 1    |
| アトラス              | 2006-07        | メキシカン・プリメーラ | 38       | 5        | —            | —            | —        | —        | —      | —      | 38   | 5    |
| アトラス              | 通算           | 通算                   | 64       | 6        | —            | —            | —        | —        | —      | —      | 64   | 6    |
| デポルティーボ        | 2007-08        | リーガ BBVA            | 26       | 5        | 1            | 0            | —        | —        | —      | —      | 27   | 5    |
| デポルティーボ        | 2008-09        | リーガ BBVA            | 29       | 2        | 1            | 0            | 8        | 1        | —      | —      | 38   | 3    |
| デポルティーボ        | 2009-10        | リーガ BBVA            | 26       | 3        | 1            | 1            | —        | —        | —      | —      | 27   | 4    |
| デポルティーボ        | 2010-11        | リーガ BBVA            | 20       | 2        | —            | —            | —        | —        | —      | —      | 20   | 2    |
| デポルティーボ        | 2011-12        | リーガ・アデランテ     | 36       | 11       | 1            | 0            | —        | —        | —      | —      | 37   | 11   |
| デポルティーボ        | 通算           | 通算                   | 137      | 23       | 4            | 1            | 8        | 1        | —      | —      | 149  | 25   |
| バレンシア            | 2012-13        | リーガ BBVA            | 32       | 1        | 5            | 0            | 7        | 0        | —      | —      | 44   | 1    |
| バレンシア            | 2013-14        | リーガ BBVA            | 16       | 0        | 3            | 0            | 3        | 0        | —      | —      | 22   | 0    |
| バレンシア            | 通算           | 通算                   | 48       | 1        | 8            | 0            | 10       | 0        | —      | —      | 66   | 1    |
| レバークーゼン (loan) | 2013-14        | ブンデスリーガ         | 4        | 0        | 1            | 0            | 2        | 0        | —      | —      | 7    | 0    |
| PSV (loan)            | 2014-15        | エールディヴィジ       | 28       | 1        | 1            | 0            | 6        | 0        | —      | —      | 35   | 1    |
| PSV                   | 2015-16        | エールディヴィジ       | 25       | 1        | 1            | 0            | 7        | 0        | 1      | 0      | 34   | 1    |
| PSV                   | 2016-17        | エールディヴィジ       | 27       | 2        | 1            | 0            | 4        | 0        | 1      | 0      | 33   | 2    |
| PSV                   | 通算           | 通算                   | 52       | 3        | 2            | 0            | 11       | 0        | 2      | 0      | 67   | 3    |
| レアル・ベティス      | 2017-18        | ラ・リーガ             | 29       | 2        | 1            | 0            | —        | —        | —      | —      | 30   | 2    |
| レアル・ベティス      | 2018-19        | ラ・リーガ             | 31       | 0        | 6            | 0            | 5        | 0        | —      | —      | 42   | 0    |
| レアル・ベティス      | 2019-20        | ラ・リーガ             | 28       | 0        | 2            | 0            | —        | —        | —      | —      | 30   | 0    |
| レアル・ベティス      | 2020-21        | ラ・リーガ             | 24       | 1        | 3            | 0            | —        | —        | —      | —      | 27   | 1    |
| レアル・ベティス      | 2021-22        | ラ・リーガ             | 28       | 0        | 3            | 0            | 5        | 1        | —      | —      | 36   | 1    |
| レアル・ベティス      | 2022-23        | ラ・リーガ             | 26       | 1        | —            | —            | 7        | 0        | 1      | 0      | 34   | 1    |
| レアル・ベティス      | 2023-24        | ラ・リーガ             | 12       | 0        | 1            | 0            | 5        | 0        | —      | —      | 18   | 0    |
| レアル・ベティス      | 通算           | 通算                   | 178      | 4        | 16           | 0            | 22       | 1        | 1      | 0      | 217  | 5    |
| クラブ・レオン        | 2023-24        | リーガMX               |          |          |              |              | —        | —        | —      | —      |      |      |
| キャリア総通算        | キャリア総通算 | キャリア総通算         | 511      | 38       | 32           | 1            | 59       | 2        | 3      | 0      | 605  | 41   |

1. 1 2 3 4 5 6 7  UEFAヨーロッパリーグ
2. 1 2 3 4  UEFAチャンピオンズリーグ
3. 1 2  ヨハン・クライフ・スハール
4. ↑  スーペルコパ・デ・エスパーニャ

### 代表での成績
出場大会
- 2006年 - 2006 FIFAワールドカップ（ベスト16）
- 2007年 - 2007 CONCACAFゴールドカップ（準優勝）
- 2007年 - コパ・アメリカ2007（3位）
- 2010年 - 2010 FIFAワールドカップ（ベスト16）
- 2011年 - 2011 CONCACAFゴールドカップ（優勝）
- 2013年 - FIFAコンフェデレーションズカップ2013（グループリーグ敗退）
- 2014年 - 2014 FIFAワールドカップ（ベスト16）
- 2015年 - 2015 CONCACAFゴールドカップ（優勝）
- 2015年 - CONCACAFカップ（英語版）（優勝）
- 2016年 - コパ・アメリカ・センテナリオ（ベスト8）
- 2017年 - FIFAコンフェデレーションズカップ2017（4位）
- 2018年 - 2018 FIFAワールドカップ（ベスト16）
- 2019年 - 2019 CONCACAFゴールドカップ（優勝）
- 2021年 - 2019 CONCACAFネーションズリーグ（準優勝）
- 2022年 - 2022 FIFAワールドカップ（グループリーグ敗退）

試合数
- 国際Aマッチ 178試合 28得点（2005年-）[45]

| メキシコ代表 | 国際Aマッチ | 国際Aマッチ |
| 年           | 出場        | 得点        |
| ------------ | ----------- | ----------- |
| 2005         | 1           | 0           |
| 2006         | 7           | 0           |
| 2007         | 18          | 3           |
| 2008         | 10          | 3           |
| 2009         | 9           | 1           |
| 2010         | 14          | 1           |
| 2011         | 15          | 5           |
| 2012         | 10          | 1           |
| 2013         | 12          | 0           |
| 2014         | 13          | 1           |
| 2015         | 13          | 7           |
| 2016         | 10          | 2           |
| 2017         | 10          | 1           |
| 2018         | 7           | 0           |
| 2019         | 9           | 3           |
| 2020         | 2           | 0           |
| 2021         | 9           | 0           |
| 2022         | 8           | 0           |
| 2023         | 0           | 0           |
| 2024         | 1           | 0           |
| 通算         | 178         | 28          |

1. 1 2  グアルダードは2007 CONCACAFゴールドカップのグアドループ戦、2019 CONCACAFゴールドカップのマルティニーク戦にも出場したが、これらはFIFA加盟国ではないため、国際Aマッチにカウントされていない。

### 代表での得点
| #   | 日時           | 開催地                                                           | 対戦相手国           | スコア | 結果 | 試合概要                    |
| --- | -------------- | ---------------------------------------------------------------- | -------------------- | ------ | ---- | --------------------------- |
| 1.  | 2007年2月27日  | サンディエゴ, クアルコム・スタジアム                             | ベネズエラ           | 1–0    | 3–1  | 親善試合                    |
| 2.  | 2007年6月24日  | シカゴ, ソルジャー・フィールド                                   | アメリカ合衆国       | 1–0    | 1–2  | 2007 CONCACAFゴールドカップ |
| 3.  | 2007年7月14日  | カラカス, エスタディオ・オリンピコ                               | ウルグアイ           | 3–1    | 3–1  | コパ・アメリカ2007          |
| 4.  | 2008年6月8日   | シカゴ, ソルジャー・フィールド                                   | ペルー               | 2–0    | 4–0  | 親善試合                    |
| 5.  | 2008年6月21日  | サン・ニコラス・デ・ロス・ガルサ, エスタディオ・ウニベルシタリオ | ベリーズ             | 2–0    | 7–0  | 南アフリカW杯・予選         |
| 6.  | 2008年9月6日   | メキシコシティ, エスタディオ・アステカ                           | ジャマイカ           | 2–0    | 3–0  | 南アフリカW杯・予選         |
| 7.  | 2009年9月5日   | サン・ホセ, エスタディオ・リカルド・サプリサ・アイマ             | コスタリカ           | 3–0    | 3–0  | 南アフリカW杯・予選         |
| 8.  | 2010年5月13日  | ヒューストン, リライアント・スタジアム                           | アンゴラ             | 1–0    | 1–0  | 親善試合                    |
| 9.  | 2011年3月26日  | オークランド, オークランド・アラメダ・カウンティ・コロシアム     | パラグアイ           | 2–0    | 3–1  | 親善試合                    |
| 10. | 2011年6月12日  | シカゴ, ソルジャー・フィールド                                   | コスタリカ           | 2–0    | 4–1  | 2011 CONCACAFゴールドカップ |
| 11. | 2011年6月12日  | シカゴ, ソルジャー・フィールド                                   | コスタリカ           | 3–0    | 4–1  | 2011 CONCACAFゴールドカップ |
| 12. | 2011年6月25日  | パサデナ, ローズボウル                                           | アメリカ合衆国       | 2–2    | 4–2  | 2011 CONCACAFゴールドカップ |
| 13. | 2011年9月4日   | バルセロナ, エスタディ・コルネリャ＝エル・プラット               | チリ                 | 1–0    | 1–0  | 親善試合                    |
| 14. | 2012年10月12日 | ヒューストン, BBVAコンパス・スタジアム                           | ガイアナ             | 1–0    | 5–0  | ブラジルW杯・予選           |
| 15. | 2014年6月23日  | レシフェ, アレナ・ペルナンブーコ                                 | クロアチア           | 2–0    | 3–1  | 2014 FIFAワールドカップ     |
| 16. | 2015年7月9日   | シカゴ, ソルジャー・フィールド                                   | キューバ             | 4–0    | 6–0  | 2015 CONCACAFゴールドカップ |
| 17. | 2015年7月15日  | シャーロット, バンク・オブ・アメリカ・スタジアム                 | トリニダード・トバゴ | 3–3    | 4–4  | 2015 CONCACAFゴールドカップ |
| 18. | 2015年7月19日  | イーストラザフォード, メットライフ・スタジアム                   | コスタリカ           | 1–0    | 1–0  | 2015 CONCACAFゴールドカップ |
| 19. | 2015年7月22日  | アトランタ, ジョージア・ドーム                                   | パナマ               | 1–1    | 2–1  | 2015 CONCACAFゴールドカップ |
| 20. | 2015年7月22日  | アトランタ, ジョージア・ドーム                                   | パナマ               | 2–1    | 2–1  | 2015 CONCACAFゴールドカップ |
| 21. | 2015年7月26日  | フィラデルフィア, リンカーン・フィナンシャル・フィールド         | ジャマイカ           | 1–0    | 3–1  | 2015 CONCACAFゴールドカップ |
| 22. | 2015年11月13日 | メキシコシティ, エスタディオ・アステカ                           | エルサルバドル       | 1–0    | 3–0  | ロシアW杯・予選             |
| 23. | 2016年3月29日  | メキシコシティ, エスタディオ・アステカ                           | カナダ               | 1–0    | 2–0  | ロシアW杯・予選             |
| 24. | 2016年5月28日  | アトランタ, ジョージア・ドーム                                   | パラグアイ           | 1–0    | 1–0  | 親善試合                    |
| 25. | 2017年11月10日 | ブリュッセル, ボードゥアン国王競技場                             | ベルギー             | 1–1    | 3–3  | 親善試合                    |
| 26. | 2019年6月5日   | アトランタ, メルセデス・ベンツ・スタジアム                       | ベネズエラ           | 3–1    | 3–1  | 親善試合                    |
| 27. | 2019年6月19日  | デンバー, ブロンコス・スタジアム・アット・マイル・ハイ           | カナダ               | 2–0    | 3–1  | 2019 CONCACAFゴールドカップ |
| 28  | 2019年6月19日  | デンバー, ブロンコス・スタジアム・アット・マイル・ハイ           | カナダ               | 3–1    | 3–1  | 2019 CONCACAFゴールドカップ |

## タイトル

### クラブ
デポルティーボ・ラ・コルーニャ
- UEFAインタートトカップ: 2008
- セグンダ・ディビシオン: 2011-12

PSVアイントホーフェン

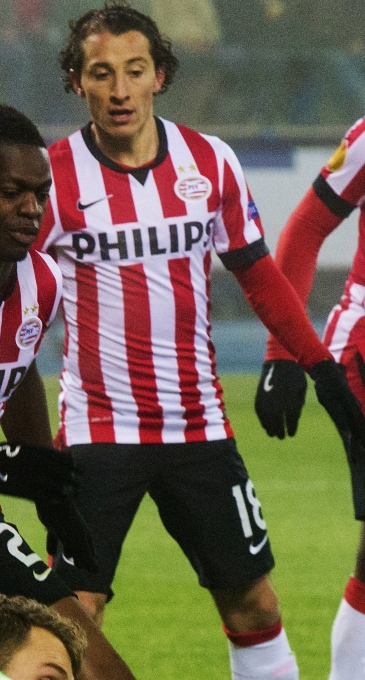
PSV時代のグアルダード

- エールディヴィジ: 2014-15, 2015-16
- ヨハン・クライフ・スハール: 2015, 2016

レアル・ベティス
- コパ・デル・レイ: 2021-22

### 代表
メキシコ代表
- CONCACAFゴールドカップ: 2011, 2015, 2019

### 個人
- プリメーラ・ディビシオン 最優秀新人選手賞：アペルトゥーラ2005
- プリメーラ・ディビシオン 最優秀ウイングバック：アペルトゥーラ2006, クラウスーラ2007
- セグンダ・ディビシオン最優秀MF：2011-12
- CONCACAFゴールドカップ・ゴールデンボール：2015